# Вроцлавський фонтан

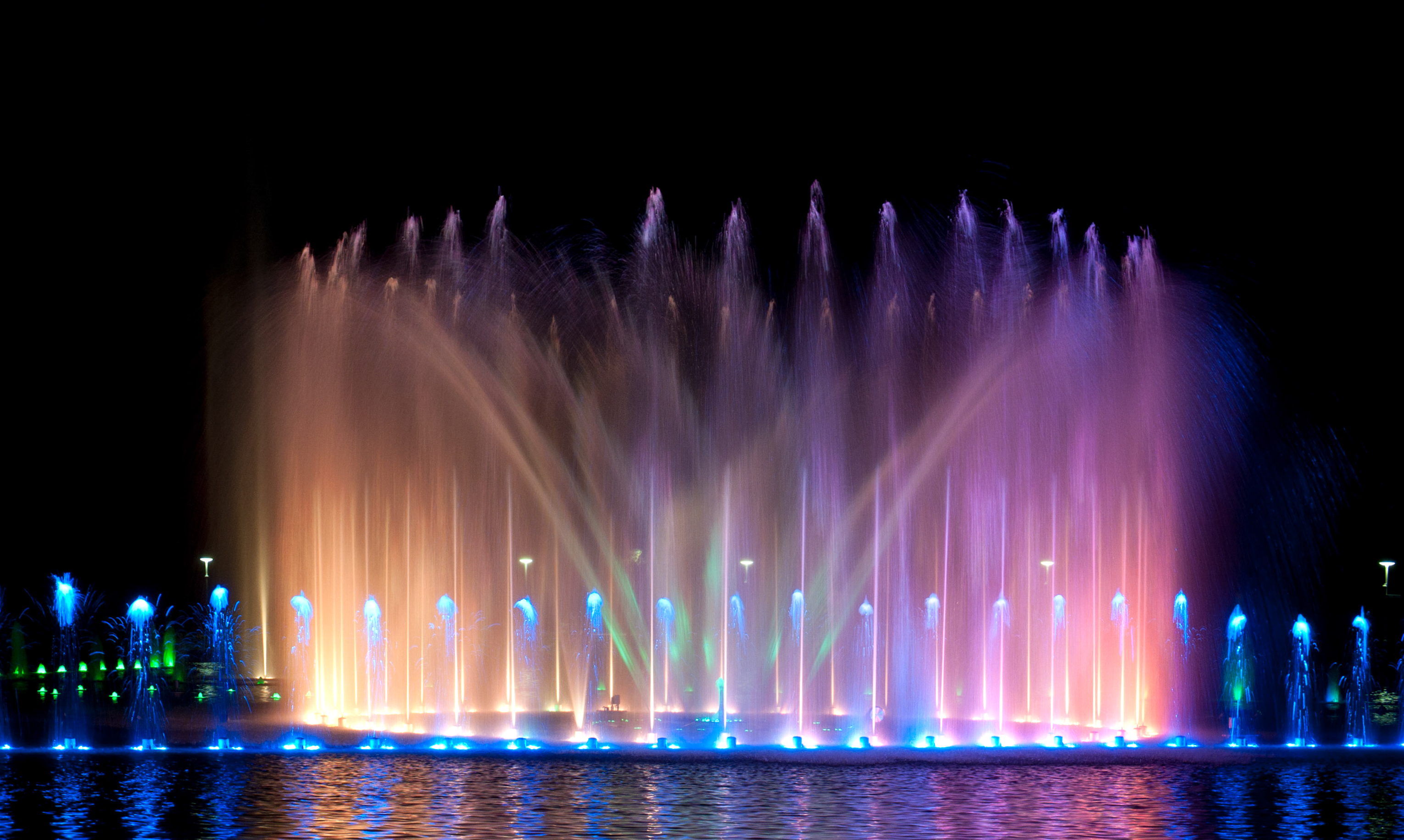
Фонтан вночі

Вроцлавський фонтан (пол. Wrocławska Fontanna) — музичний фонтан, що знаходиться у Вроцлаві близько до Зали Століття. Знаходиться на виставкових територіях, що мають історичну та культурну цінність. Фонтан вважається найбільшим у Польщі.
Відкриття фонтану відбулося 4 червня 2009 року. Він має площу близько 1 га. У басейні розміром 115x108 метрів встановлені 300 кранів різних розмірів, типів і форм, які під тиском викидають воду на висоту 40 метрів. Фонтан вражає і протягом дня, проте нічні шоу ефектніші. Фонтан освітлюється вночі 800-ми різнокольоровими вогнями.
Фонтан працює з березня по жовтень. В зимовий час його басейн використовується в якості льодової ковзанки.